# Середні Тимерсяни
Середні Тимерсяни (рос. Средние Тимерсяны) — село в Цильнинському районі Ульяновської області Російської Федерації.
Населення становить 802 особи. Входить до складу муніципального утворення Тимерсянське сільське поселення.

## Історія
Від 2004 року входить до складу муніципального утворення Тимерсянське сільське поселення.

## Населення
| 2010 |
| ---- |
| 802  |